# 喷布洛尔
喷布洛尔（商品名有Hostabloc、Betapressin等）是一种含氮有机化合物，化学式为C18H29NO2，可作为β受体阻滞剂，用于治疗高血压。